# Liaison à courant continu Italie-Corse-Sardaigne
La liaison à courant continu Italie-Corse-Sardaigne (aussi nommée SACOI : Sardaigne-Corse-Italie) est une liaison HVDC multiterminale d'une puissance de 300 MW. C'est une interconnexion électrique entre les stations de conversion de Suvereto (Italie continentale), de Lucciana (Corse) et de Codrongianos (Sardaigne). Elle est exploitée par EdF et Enel.

## Historique
La ligne reliant Suvereto à Codrongianos est mise en service en juin 1967. Elle a pour objectif de renforcer le réseau électrique de Sardaigne. Le choix de la tension continue est causé par la longueur de la liaison sous-marine : 103 km. Elle est construite par GEC en partenariat avec ASEA qui livre les valves à diodes à vapeur de mercure. Sa puissance est de 200 MW, la tension des lignes est ±200 kV. Elle est configurée en monopôle avec retour par la terre grâce à des électrodes marines. La ligne est exploitée par EdF et ENEL. 
En octobre 1985, Alsthom Atlantique et CGEE Alsthom mettent en service le poste de Lucciana. Il a une puissance de 50 MW et utilise des valves à thyristors. 
En 1992, les valves à diodes à vapeur de mercure sont remplacées par des valves à thyristors par General Electric et Ansaldo. La liaison devient un bipôle, la puissance est portée à 300 MW.
En contrepartie de son passage par la Corse, EdF a négocié une convention avec ENEL permettant de disposer de 20 MW garantis et 50 MW maximum pour la Corse. À Lucciana, le 200 kV continu est ainsi converti en 90 kV alternatif à destination du réseau corse.

## Commande du multiterminal
La ligne est multiterminale. Elle utilise la technologie des convertisseurs commutés par les lignes (LCC), la direction du flux de puissance est donc déterminée par polarité des lignes. Elle est choisie en fonction de la direction souhaitée entre la Sardaigne et le continent. Le poste corse n'influe pas sur la tension. Afin de pouvoir fonctionner en redresseur ou en onduleur selon les besoins, il est relié aux lignes à tension continue aux moyens de disjoncteurs. En cas d'inversion de la polarité des lignes, le poste corse est déconnecté des lignes pendant une durée de 500 ms.

## Données techniques
| Poste                             | Codrongianos et Suvereto  | Lucciana                           | Codrongianos et Suvereto    |
| --------------------------------- | ------------------------- | ---------------------------------- | --------------------------- |
| Mise en service                   | juin 1967                 | octobre 1985                       | juillet 1992                |
| Fabricant                         | English Electric et ASEA  | Alsthom Atlantique et CGEE Alsthom | General Electric et Ansaldo |
| Tension nominale                  | 200 kV                    | 200 kV                             | ±200 kV                     |
| Puissance nominale                | 200 MW                    | 50 MW                              | 300 MW                      |
| Puissance en surcharge continue   | 322 MW                    | 50 MW                              |                             |
| Courant maximum admissible        | 1 000 A                   | 125 A                              | 750 A                       |
| Type de valve                     | Diode à vapeur de mercure | thyristor                          | thyristor                   |
| Refroidissement des valves        | à air                     | à air                              | à air                       |
| Nombre d'anodes des valves        | 4                         | -                                  | -                           |
| Inductance des bobines de lissage | 0,9 H                     | 2,5 H                              | 0,25 H                      |
| Position des bobines de lissage   | côté haute tension        | côté haute tension                 | côté haute tension          |

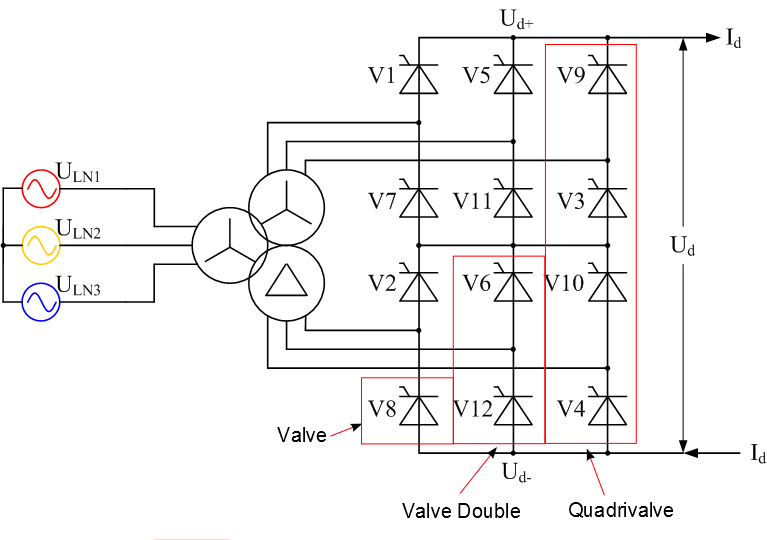
Les thyristors du poste de Lucciana sont regroupés en six tours, dites valves doubles

Les valves à thyristors de Lucciana sont montés en valves doubles. Chacune est constituée de vingt-quatre modules en série, chacun ayant dix thyristors en série. Les valves de Codrongianos et Suvereto sont réalisées avec sept modules de huit thyristors en série chacun.

### Transformateurs
En 1967, les transformateurs triphasés sont utilisés en Sardaigne et en Italie. En Sardaigne, leur puissance apparente est de 120,5 MVA, leur tension côté courant alternatif est de 225 kV, la plage du régleur en charge est de ±6 %. En Italie, leur puissance apparente vaut 130 MVA, leur tension côté courant alternatif vaut 230 kV et la plage du régleur en charge est ±5 %. En Corse, ce sont des transformateurs monophasés à trois enroulements d'une puissance de 25 MVA qui sont utilisés. 
En 1992, les transformateurs sardes et italiens sont remplacés par de nouveau monophasés à trois enroulements, de puissance 121,6 MVA, relié au réseau 400 kV avec des plages de réglage de -15,82 / +11,3 %.

### Lignes

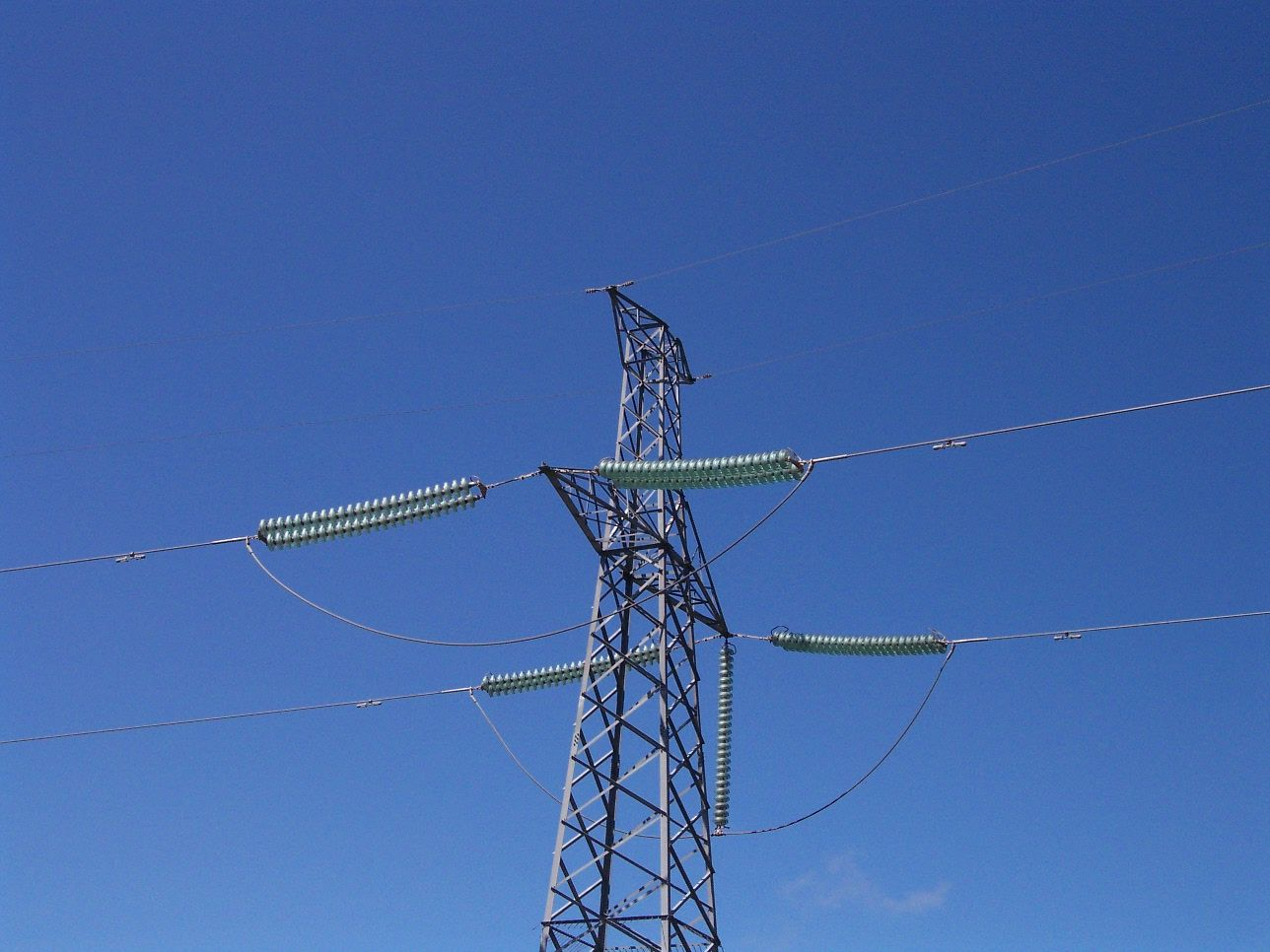
Pylône du lien HVDC Italie-Corse-Sardaigne

La liaison SACOI consiste en trois sections de lignes à haute tension : 
- une sur la péninsule italienne d'une longueur de 50 kilomètres,
- une en Corse d'une longueur de 156 kilomètres
- une en Sardaigne d'une longueur de 87 kilomètres.

Des conducteurs de section 755 mm2 sont utilisés.
En plus de ceci, il y a deux sections de câbles sous-marins : 103 kilomètres (entre l'Italie et la Corse) et 15 kilomètres (entre la Sardaigne et la Corse). Les câbles sont à papier imprégné de masse. Leur conducteur de cuivre a une section de 420 mm2. 

### Électrodes
En Sardaigne, l'électrode marine est une anode constituée de trente sous-parties en platine couverte de titane placées en cercle. Sa résistance totale est de 0,6 ohm. Côté italien, l'électrode, de type cathode, est réalisée à l'aide d'une simple barre de cuivre placée à trois kilomètres de la côte. Sa résistance totale est de 1 ohm. En Corse, l'électrode est terrestre et peut fonctionner soit en anode, soit en cathode. Elle est placée près de la mer à neuf kilomètres du poste. Elle consiste en cinquante barre d'alliage fer-silicium-chrome distantes entre elles de cinq mètres. Sa résistance totale est de 0,16 ohm. 
La ligne reliant l'électrode sarde au poste de Codrongianos a une longueur de 26 km, celle reliant l'électrode italienne au poste de Suvereto de 50 km. Dans les deux cas le conducteur a une section de 683 mm2. Ils sont placés sur les mêmes pylônes que la ligne principale. En corse, une liaison 20 kV conventionnelle à deux conducteurs est utilisée.

## Installations connexes
Une liaison directe entre l'Italie et la Sardaigne a été mise en service en 2010. Du nom de SAPEI, elle a une capacité de 1 000 MW.
La mise en place de la liaison à courant alternatif SARCO en janvier 2006 entre la Corse et la Sardaigne a rendu la Corse moins dépendante de la liaison SACOI, qui a fourni environ 20 % de la consommation insulaire de 2000 à 2004.
Le projet SACOI3 , porté par EDF et TERNA, qui vise un renforcement de l'alimentation électrique de la Corse est envisagé à l'horizon 2025.